# Blühen (Oper)
Blühen ist eine Oper in sieben Bildern (ohne Pausen) von Vito Žuraj (Musik) mit einem Libretto von Händl Klaus frei nach Thomas Manns Erzählung Die Betrogene (1953).
Das Auftragswerk der Oper Frankfurt wurde am 22. Januar 2023 im Bockenheimer Depot, der Studiobühne der Oper, uraufgeführt. Regie führte Brigitte Fassbaender, die musikalische Leitung hatte Michael Wendeberg. Als Orchester fungierte das Ensemble Modern.

## Handlung
Aurelia, eine Frau Anfang 50, lebt nach dem Tod ihres Mannes nicht ohne Konflikte mit ihren beiden Kindern zusammen. Ihre Tochter Anna ist wegen einer Körperbehinderung unverheiratet geblieben und hat sich in ihre Malerei geflüchtet. Ihr jüngerer Sohn Edgar, der sich auf sein Studium vorbereitet, nimmt Nachhilfeunterricht in Englisch bei dem amerikanischen Studenten Ken. Die Begegnung mit dem unkomplizierten jungen Mann, der ihr Sohn sein könnte, wirbelt Aurelias Gefühlsleben durcheinander, sie fängt an, für ihn zu schwärmen, und verliebt sich in ihn. Als bei ihr, die eigentlich das Klimakterium schon überschritten hat, Unterleibsblutungen einsetzen, deutet sie dies als Wunder, dass ihre neue Liebe ihr eine körperliche Verjüngung geschenkt habe. Doch dies stellt sich als fatale Fehleinschätzung heraus: die Blutungen sind die Folge einer aggressiven Krebserkrankung. Sie stirbt nach kurzer Leidenszeit im Kreise ihrer Familie und Freunde, jedoch mit ihrem Leben und der Natur versöhnt.

## Musik

### Instrumentation
Flöte (auch Piccoloflöte, Bassflöte), Oboe, Klarinette, Fagott, Altsaxophon (auch Baritonsaxophon), Horn, Trompete, Bassposaune, Tuba, 2 Schlagzeuger, Klavier, Akkordeon, Harfe, Gitarre, 1. + 2. Violine, Bratsche, 2 Violoncelli, Kontrabass. Die meisten Instrumentalisten spielen ferner auch Klangschalen.

## Geschichte

### Rezeption
In der Kritikerumfrage der Zeitschrift Opernwelt wurde Blühen zusammen mit La légende de Tristan von Charles Tournemire zur „Uraufführung des Jahres“ 2022/23 gewählt.